# Krepdešín

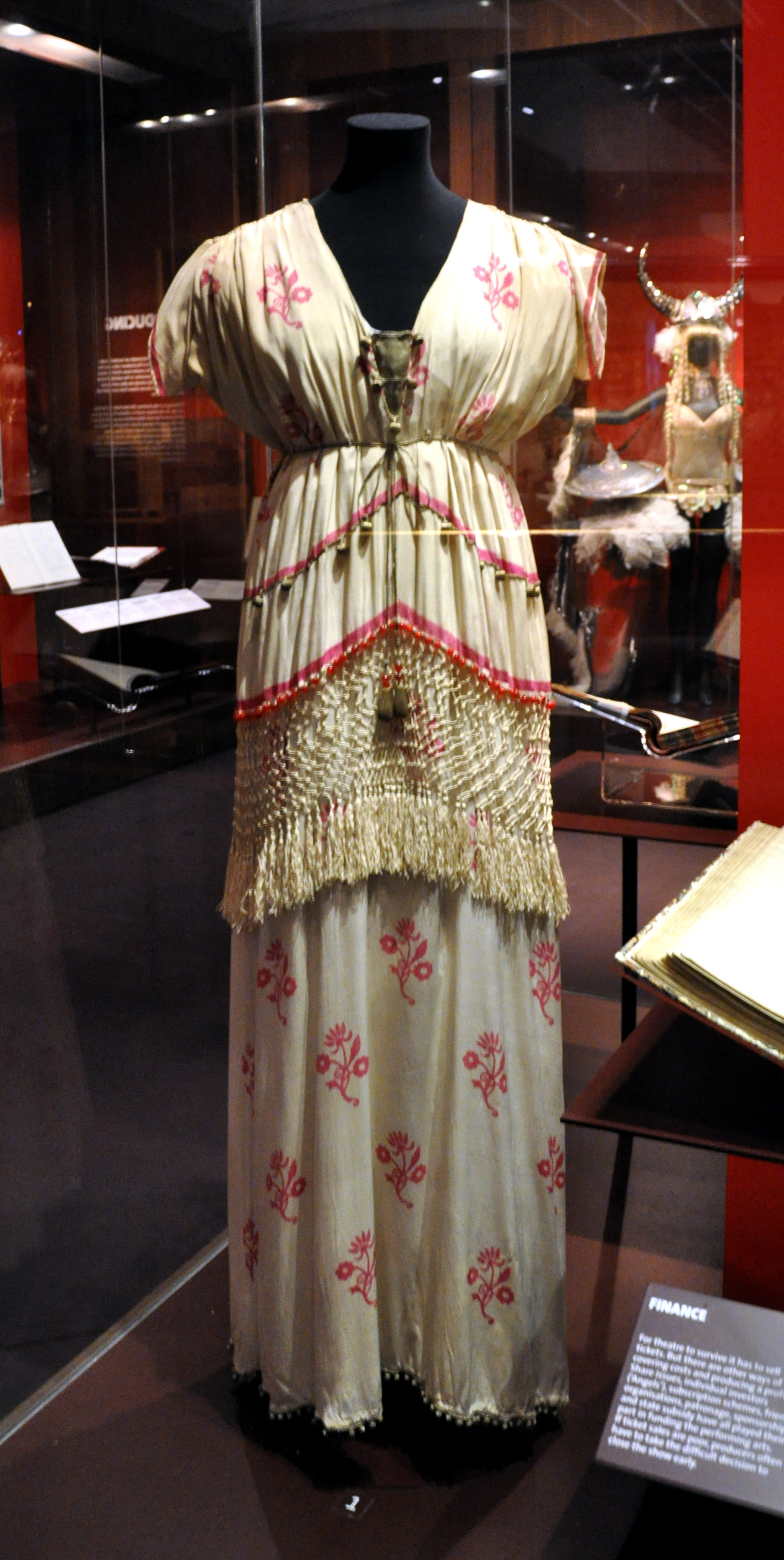
Divadelní kostým z krepdešínu z roku 1914

Krepdešín (z franc. crêpe de Chine) je lehká, velmi jemná, průsvitná tkanina v plátnové vazbě, se zrnitým povrchem (s jemným příčným vroubkováním). Tkanina je buďto jednobarevná nebo potištěná. Vyrábí se z přírodního hedvábí - lesklého taftu, nebo acetátových a polyesterových filamentů. (známý je také krepdešín z jemné skané příze z česané vlny nebo bavlny). Osnova je vždy mnohem hustější než útek, který se zanáší střídavě po dvou nitích s pravým a s levým vysokým (krepovým) zákrutem.
Použití: lehké šaty, halenky, noční košile.

## Z historie krepdešínu

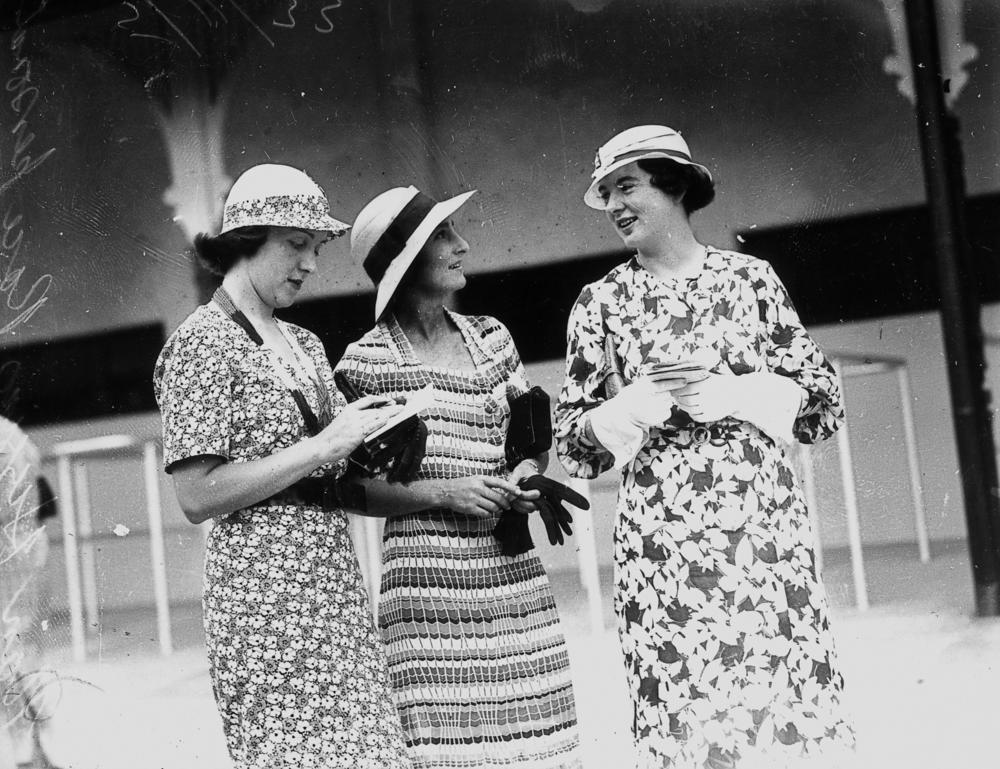
Šaty z krepdešínu (dáma uprostřed) v roce 1933

Výraz krepdešín pocházející z francouzštiny (crêpe de Chine = čínský krep) se začal používat koncem 80. let 19. století. Zájem o krepdešín jako módní zboží v západní Evropě a v USA vzrostl výrazně ve 20. a 30. letech 20. století, později se však vyráběl ve větším množství například i v bývalém Sovětském svazu.
I ve 21. století se nabízí krepdešín (jako jeden z cca 30 druhů krepových tkanin) v několika variacích hlavně na lehké dámské oděvy.

## Ohlas vkultuře
Krepdešín se objevuje v písni „Dívky v šatech z krepdešínu“ jako 16. skladba na albu Pražská pálená od Jaromíra Nohavici z roku 2006.
Výraz se vyskytuje též v textu písně „Za láskou já půjdu světa kraj“, již zpívá Daniel Hůlka, v písni Radůzy Bremen a v písni Michala Horáčka „Tolik běsů, tolik víl“.